# Іст-Порт-Орчард (Вашингтон)
Іст-Порт-Орчард (англ. East Port Orchard) — переписна місцевість (CDP) в США, в окрузі Кітсеп штату Вашингтон. Населення — 5262 особи (2020).

## Географія
Іст-Порт-Орчард розташований за координатами 47°31′4″ пн. ш. 122°37′27″ зх. д. / 47.51778° пн. ш. 122.62417° зх. д. (47.517712, -122.624234).  За даними Бюро перепису населення США в 2010 році переписна місцевість мала площу 6,42 км², уся площа — суходіл. В 2017 році площа становила 3,99 км², уся площа — суходіл.

## Демографія
Згідно з переписом 2010 року, у переписній місцевості мешкало 5919 осіб у 2245 домогосподарствах у складі 1525 родин. Густота населення становила 922 особи/км².  Було 2445 помешкань (381/км²).
Расовий склад населення:
| - 81,6 % — білих - 6,0 % — азіатів - 2,0 % — чорних або афроамериканців - 1,7 % — вихідців з тихоокеанських островів - 0,9 % — корінних американців - 1,3 % — осіб інших рас |

До двох чи більше рас належало 6,5 %. Частка іспаномовних становила 7,6 % від усіх жителів.
За віковим діапазоном населення розподілялося таким чином: 26,8 % — особи молодші 18 років, 59,4 % — особи у віці 18—64 років, 13,8 % — особи у віці 65 років та старші. Медіана віку мешканця становила 35,2 року. На 100 осіб жіночої статі у переписній місцевості припадало 95,2 чоловіків;  на 100 жінок у віці від 18 років та старших — 90,4 чоловіків також старших 18 років.
Середній дохід на одне домашнє господарство  становив 57 137 доларів США (медіана — 55 824), а середній дохід на одну сім'ю — 63 105 доларів (медіана — 50 694). Медіана доходів становила 47 614 долари для чоловіків та 28 908 доларів для жінок. За межею бідності перебувало 13,8 % осіб, у тому числі 21,0 % дітей у віці до 18 років та 9,0 % осіб у віці 65 років та старших.
Цивільне працевлаштоване населення становило 2139 осіб. Основні галузі зайнятості: освіта, охорона здоров'я та соціальна допомога — 26,6 %, мистецтво, розваги та відпочинок — 22,5 %, роздрібна торгівля — 12,6 %, публічна адміністрація — 6,6 %.